# Syrisch christendom
Het Syrisch christendom (Syrisch: ܡܫܝܚܝܘܬܐ ܣܘܪܝܝܬܐ, Mšiḥoyuṯo Suryoyto) bestaat uit meerdere christelijke tradities van het oosters christendom. De verschillende Syrische kerken beschouwen de stichting van een christelijke gemeente in Antiochië door de apostel Petrus als het moment waarop de oorspronkelijke Syrische kerk ontstond. Zij dateren dit in het jaar 37 na Chr. In de moderne tijd wordt de kerk vertegenwoordigd door denominaties in voornamelijk het Midden-Oosten en Kerala, India. In de kerkelijke erediensten wordt gebruikgemaakt van de Syrische liturgie.
Het Syrische christendom is verdeeld in twee grote tradities. Enerzijds is er de Oost-Syrische variant van het christendom, voornamelijk in Mesopotamië, anderzijds de West-Syrische.
De West-Syrische traditie is historisch verbonden aan de Syrisch-Orthodoxe Kerk van Antiochië, de Maronitische Kerk, alsmede de Malankara Jacobitisch-Syrisch-Christelijke Kerk in India.
De Oost-Syrische traditie wordt gebruikt in de Assyrische Kerk van het Oosten en de Chaldeeuws-Katholieke Kerk, alsmede de Syro-Malabar-Katholieke Kerk in India.

## Geschiedenis
De vroege literatuur van het Syrisch christendom omvat de Diatessaron van Tatianus, de Curetonian-evangeliën en de Syrische Sinaïticus, de Peshitta-Bijbel, de leer van Addai, de geschriften van Aphrahat en de hymnen van Efrem de Syriër.

### Oost-Syrische Kerk
In de vijfde eeuw splitste de Syrische kerk zich in een oostelijke en een westelijke variant. De Oost-Syrische Kerk of Nestoriaanse Kerk (die later de Assyrische Kerk is gaan heten) was ontstaan na het Concilie van Efeze in 431. Het nestorianisme (of de leer die de scheiding tussen de goddelijke en de menselijke natuur van Christus benadrukt) wordt afgewezen door de andere oriëntaals-orthodoxe kerken. De Oost-Syrische Kerk werd tussen de 9e en de 14e eeuw de grootste christelijke kerk op geografisch gebied. Haar bisdommen strekten uit vanaf Zuid-Europa tot aan China. Een deel van deze Oost-Syrische kerk is in 1552 samengegaan met de Rooms-Katholieke Kerk en noemde zich vanaf 1830 de “Chaldeeuwse” Kerk.
Het andere deel werd vanaf de 19e eeuw de Assyrische Kerk genoemd. In deze periode splitste de Assyrische Kerk zich nogmaals, nadat een groep zich had aangesloten bij het Patriarchaat van Moskou. Toen de Assyrische Kerk in 1964 de gregoriaanse kalender wilde gaan gebruiken, leidde dat weer tot een schisma. Gelovigen die protesteerden tegen deze kalender en de juliaanse kalender wilden blijven gebruiken, vormden de Oude Kerk van het Oosten.

### West-Syrische Kerk
De Syrisch-Orthodoxe Kerk of Jacobitische Kerk behoorde oorspronkelijk eveneens tot de Syrische kerk van Antiochië, en werd gedefinieerd als de West-Syrische kerk na het Concilie van Efeze. Deze kerk erkent het Concilie van Chalcedon echter niet.
Na het Concilie van Chalcedon in 451 kwamen vele Syrische christenen in het Romeinse Rijk in opstand tegen haar beslissingen.
Het Patriarchaat van Antiochië werd verdeeld in een Chalcedonische en een niet-Chalcedonische gemeente. De Chalcedoniërs bleven de toenmalige koning trouw en werden daarom door de niet-Chalcedoniërs spottend melkieten (naar het Syrische woord: ܡܠܟܝ̈ܐ  Malkoye, Koning aanhangers) genoemd. De niet-Chalcedoniërs werden op hun beurt door hun tegenstanders monofysieten en later ook jacobieten (naar Jacobus Baradaeus) genoemd. Severus van Antiochië, de toenmalige patriarch, werd door de melkieten afgezet en verbannen naar Egypte. Vele Syrische christenen erkenden echter enkel hem als de wettige Patriarch van Antiochië tot aan zijn dood in 538. Baradaeus zorgde er in de jaren later voor dat de niet-Chalcedonische Syriërs niet in de strijd ondergingen. Onder Justinus I werden zij namelijk vervolgd. Zijn opvolger Justinianus I van Byzantium was milder en gaf ze zelfs toestemming om bisschoppen te wijden. Baradaeus maakte daar gebruik van en wijdde Sergius van Tella tot patriarch in 544. De niet-Chalcedonische Syriërs hadden weer een patriarch en voegden de term "orthodox" toe achter de naam van hun identiteit, om te refereren aan het feit dat zij onterecht veroordeeld waren na het Concilie van Chalcedon en dat zij de enige voortzetting waren van de oorspronkelijke Syrische Kerk van Antiochië. De Syrisch-Orthodoxe Kerk was hiermee een feit. Hoewel ze monofysieten genoemd werden, hebben zij zelf altijd ontkend deze leer aan te hangen. Zij beschouwden zichzelf als aanhangers van het miafysitisme.
De Maronitische Kerk, die Maron volgde, bevond zich in een nauwe positie tussen de twee gemeentes, maar claimt altijd trouw te zijn geweest aan de Katholieke Kerk en de bisschop van Rome.
Een deel van de melkieten koos in de 18e eeuw voor aansluiting bij de Katholieke Kerk. Zo ontstond er wederom een scheuring; er was naast de Syrisch-orthodoxe en de melkitisch-orthodoxe Patriarch van Antiochië nu voortaan ook een melkitisch-katholieke patriarch van Antiochië. Omdat deze melkitische kerken de Byzantijnse liturgie gebruiken, worden zij met "Grieks" aangeduid. De Grieks-orthodoxe melkieten lieten de term "melkitisch" na enige tijd varen.
In 1783 sloot een deel van de Syrisch-Orthodoxe Kerk zich aan bij de Kerk van Rome en vormde zo de Syrisch-Katholieke Kerk. Aanleiding was dat Ignatius Michael III Jarweh zich in 1775 bekeerde tot het katholicisme en zich volledig inzette om in communio te leven met de Rooms-Katholieke Kerk.

## Kerken binnen het Syrisch christendom
De kerken binnen het Syrisch christendom staan bekend als de Syrischsprekende kerken. Een overzicht hieronder laat zien welke kerken er onder het Syrisch christendom vallen. Een vlag van een land laat zien waar de kerk haar zetel heeft.
- West-Syrische liturgie:
  - Syrisch-Orthodoxe Kerk van Antiochië  (oriëntaals-orthodox, ook wel de Jacobitische Kerk genoemd);
    - Malankara Jacobitisch-Syrisch-Christelijke Kerk   (oriëntaals-orthodoxe kerken van India binnen het Syrisch-orthodoxe patriarchaat);

  - Malankaarse Syrisch-Orthodoxe Kerk  (autocefaal oriëntaals-orthodoxe kerken van India, afgesplitst van de Syrisch-Orthodoxe Kerk);
  - Mar Thoma Syrische Kerk  (Protestantse kerk in Kerala, India);
  - Malabar Onafhankelijke Syrische Kerk  (Onafhankelijke kerk in Kerala, India);
  - De met Rome geünieerde kerken die de West-Syrische liturgie gebruiken:
    - Syrisch-Katholieke Kerk ;
    - Maronitische Kerk ;
    - Syro-Malankara-Katholieke Kerk  (oosters-katholieke kerken in Kerala, India);

- Oost-Syrische liturgie (kerken binnen de Kerk van het Oosten):
  - Assyrische Kerk van het Oosten  (of de Nestoriaanse Kerk);
  - Oude Kerk van het Oosten  (afgesplitst van de Assyrische Kerk in 1968);
  - De met Rome geünieerde kerken die de Oost-Syrische liturgie gebruiken:
    - Chaldeeuws-Katholieke Kerk  (afgesplitst van de Assyrische Kerk in 1552);
    - Syro-Malabar-Katholieke Kerk  (oosters-katholieke kerken in Kerala, India);

In het verleden waren vele Syrische christenen op missie in India. De Indiase christenen staan beter bekend als de Thomaschristenen.